# Zakład Karny w Sztumie
Zakład Karny w Sztumie – zakład karny znajdujący się w Sztumie, jednostka typu zamkniętego przeznaczona dla mężczyzn-recydywistów.

## Historia
W 1910 r. pruski Zarząd Więziennictwa w Berlinie ogłosił przetarg na budowę Centralnego i Młodzieżowego Więzienia dla Prus Wschodnich oraz Zachodnich.
Przetarg wygrało miasto Sztum. Kompleks więzienny został oddany do użytku w 1914 r. Składał się on z gmachu dla administracji, kościoła i pawilonu mieszkalnego, w którym mogło być osadzonych 400 więźniów. Wszystko to otaczał mur sięgający 4 m. Zakład funkcjonował w systemie celkowym – pawilon mieszkalny zbudowany był na planie krzyża z dużą liczbą pojedynczych cel.
W okresie stalinizmu w latach 1949–1953 więzienie było przepełnione, w 501 celach mieściło się do 6000 więźniów.
W 1957 r. skierowano do Sztumu więźniów młodocianych i pierwszy raz karanych. Powstał Zbiorczy Zakład Szkolny ze Szkołą Podstawową, Szkołą Zawodową dla pracujących, z Technikum Mechanicznym i Średnim Studium Zawodowym z maturą.
Od 1984 r. funkcjonowało jako zakład dla dorosłych mężczyzn, recydywistów.
Od 1992 r. Zakład Karny w Sztumie i Sztumskie Centrum Kultury organizują Ogólnopolski Przegląd Sztuki Więziennej. Od 2004 r. także o zasięgu międzynarodowym (Międzynarodowy Przegląd …). Odbywa się on w wielu kategoriach:
- artystycznej – m.in. rzeźba, malarstwo, rysunek, rękodzieło, film, muzyka, teatr;
- literackiej – m.in. poezja, proza, satyra (mogą w niej startować jedynie więźniowie przebywający w polskich jednostkach penitencjarnych)[5]

9 października 2011 r. ówczesny dyrektor więzienia Andrzej G. zasztyletował niepełnosprawnego więźnia.

## Oddziały
W zakładzie funkcjonują oddziały:
- dla osadzonych stwarzających poważne zagrożenie społeczne albo poważne zagrożenie dla bezpieczeństwa jednostki penitencjarnej;
- typu półotwartego;
- terapeutyczny dla skazanych z niepsychotycznymi zaburzeniami psychicznymi lub upośledzonych umysłowo.

Budynek mieszkalny zbudowany jest z czterech centralnie połączonych czterokondygnacyjnych skrzydeł, oznaczonych symbolami literowymi: A, B, C, D (A – od czoła zakładu, B – po lewej stronie, C – z tyłu, D – po prawej stronie). W części A znajduje się administracja jednostki. Skrzydła zespolone są łącznikiem E, od którego odchodzi wejście do piwnic i kotłowni olejowej oraz wejścia na koła spacerowe i place gospodarcze. Po obu stronach korytarzy w pawilonach mieszkalnych znajdują się galerie z poręczami i siatkami zabezpieczającymi z dostępem do cel mieszkalnych.
Pozostałe zabudowania, połączone częściowo z budynkiem centralnym, usytuowane są głównie wzdłuż przednich murów zakładu i stanowią zaplecze dla: działu ewidencji, finansowego, ochrony, kwatermistrzowskiego, izby chorych, oddziału półotwartego, pralni, magazynów oraz kuchni. Na terenie zakładu funkcjonuje Centrum Kształcenia Ustawicznego – budynek za skrzydłem C, tuż przy tylnym murze zakładu.